# Airbus Helicopters H140
L'Airbus Helicopters H140, désigné par le nom de code X8 pendant ses premières phases d'études, est un hélicoptère développé par le constructeur européen Airbus Helicopters. Il est révélé au Salon Verticon de Dallas le 11 mars 2025 et reçoit 60 commandes à cette occasion,. La mise en service est prévue pour 2028.
Le H140 fait partie de la classe des hélicoptères biturbines légers (classe 3 tonnes) et s'intercale entre le H135 et le H145. Il est destiné au transport médical d'urgence et au transport de passagers. Il offre notamment un espace cabine plus grand que le H135 et est dérivé de ce dernier.

## Développement

### Gamme
La gamme d’hélicoptères légers permet à la fois des missions dans le secteur médical d'urgence et le transport privé de passagers.

### Stratégie commerciale
Airbus Helicopters, leader mondial des hélicoptères civils, se devait de trouver un successeur au H135.

### Mise au point et production
La majeure partie de la conception et de la production est faite à Donauwörth, en Allemagne, par une équipe de 600 personnes. Un premier prototype vole depuis 2024 à Donauwörth.
Le H140 est équipé d'un rotor à cinq pales, mis en œuvre depuis 2019 sur le H145. Il dispose d'un fenestron et d'une dérive en T et est motorisé exclusivement par l'Arrius 2E de Safran Helicopter Engines, dérivés des Arriel 2E et des Arrano 1A. Il est équipé d'une suite avionique Helionix déjà présente sur le reste de la gamme.
Les turbines Arrius 2E développent 700 ch et sont contrôlées par un FADEC redondant et un autopilote 4 axes.

## Clients
Dès le jour de sa présentation l'Airbus Helicopters H140 avait été commandé par quatre clients de lancement.
- Allemagne : ADAC Luftrettung, DRF Luftrettung
- Autriche : ÖAMTC Flugrettung,
- États-Unis : Global Medical Response, STAT MedEvac,